# Kono Junichi
Junichi Kono (sinh ngày 21 tháng 1 năm 1992) là một cầu thủ bóng đá người Nhật Bản.

## Sự nghiệp câu lạc bộ
Junichi Kono đã từng chơi cho FC Ryukyu và FC Osaka.